# Velká Losenice
Velká Losenice là một làng thuộc huyện Žďár nad Sázavou, vùng Vysočina, Cộng hòa Séc.